# L'Alcúdia
|  | Est article és sobre el municipi riberenc; no se l'ha de confondre amb Alcúdia (Mallorca) i altres llocs homònims. |

L'Alcúdia és un municipi del País Valencià situat a la Ribera Alta. El seu terme limita per l'oest amb Tous, pel nord-oest amb Benimodo, pel nord amb Carlet i per l'est amb Guadassuar, enmig del qual està enclavat el nucli pedani de Montortal que limita pel sud amb Massalavés.
El nom de l'Alcúdia ve de l'àrab magribí الكدية (al-kudiya) i significa «l'alteró». El topònim valencià actual manté l'article àrab, ja que el prefix al- correspon a l'article determinat en aquell idioma.

## Geografia

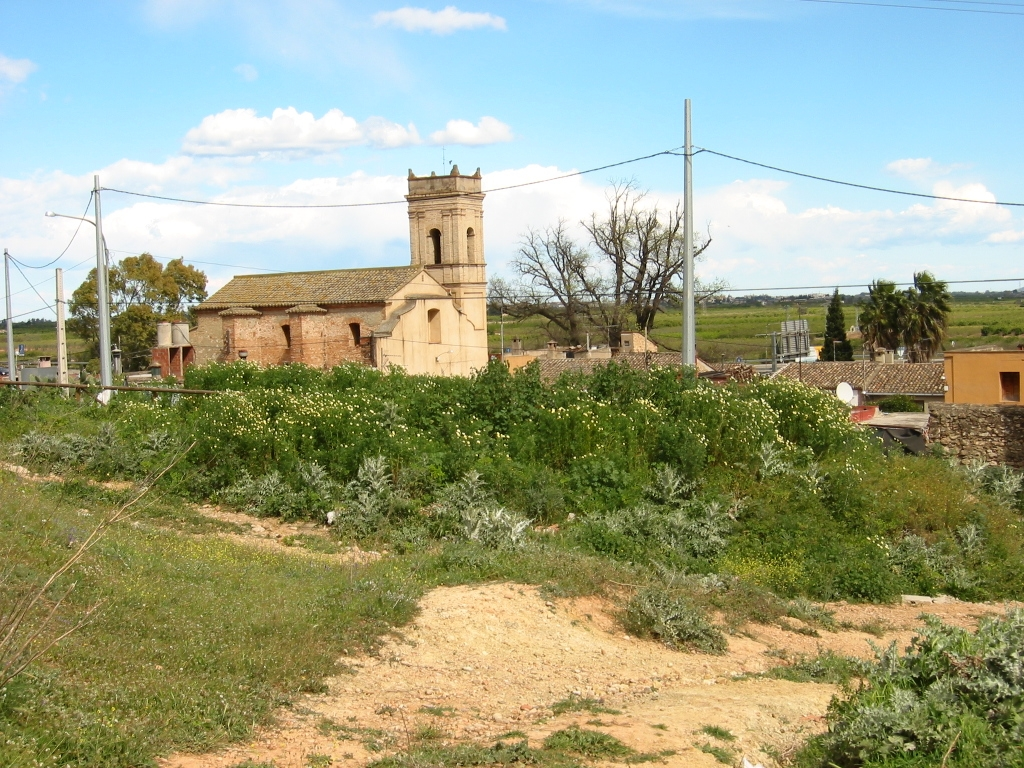
Montortal, annexionat en 1842

Situada al marge esquerre del riu Xúquer, l'Alcúdia s'estén per l'oest fins als contraforts de la serra de Tous. La Séquia Reial del Xúquer dividix el terme en dos: el sector nord, més extens, està travessat pel riu Magre; el sector sud correspon al poble de Montortal, prop del qual passa el barranc del mateix nom. El territori és pla, al·luvial i sense altures importants; el clima és mediterrani.

## Història

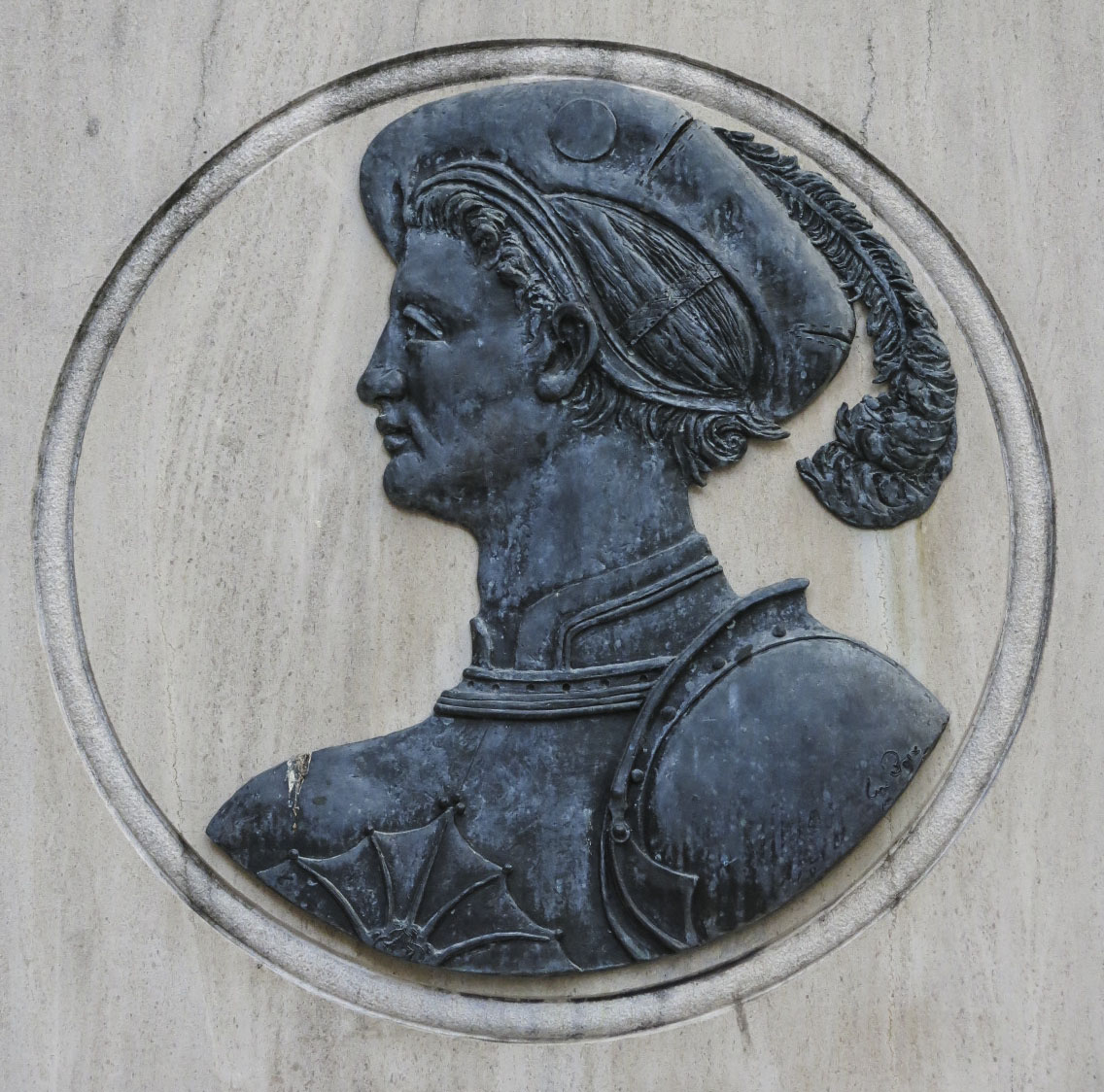
Montagut, segon Senyor de l'Alcúdia

Alqueria d'origen musulmà, l'any 1238 va ser donada per Jaume I a Pere de Montagut, qui atorgà carta pobla el 17 de gener de 1252 a cinquanta-quatre repobladors cristians, cada un dels quals va rebre una casa, setanta-dos fanecades de regadiu i dos de secà a cens de vint sous i una gallina pel Nadal; el senyor es reservava quatre-centes seixanta-nou fanecades i el castell, el monopoli sobre forns i molins i els drets de lluïsme, justícia, etc. El 1344 Pere de Montagut i Vilanova li va confirmar els Furs de València.
El 1382 es va separar de la jurisdicció d'Alzira. El 1393 va signar un acord amb el senyor pel qual quedava lliure de la majoria de les peites personals a canvi del pagament de 33 lliures anuals. L'any 1404, Martí I li atorgà privilegis per a utilitzar la Séquia Real. El 1428 obtingué d'Alfons V el privilegi de celebrar mercat setmanal i el 1433 se li atorga el títol de vila. Durant la Revolta de les Germanies demostrà la seua militància agermanada, deguda al gran nombre de menestrals dedicats a la seda que s'enfrontaren al senyor, Joan de Montagut, i es negaren a pagar els drets feudals: este, amb la repressió posterior, hagué de ser indemnitzat amb 10.000 ducats; i el rei, amb 2.000.
L'any 1645, el senyor de l'Alcúdia, Gonçal Escrivà d'Íxer, fou agraciat amb el títol de comte de l'Alcúdia. La crisi del segle xvii provocà un fort endeutament de la vila que, el 1680, encetà un plet contra el comte sobre les regalies i el senyoriu directe que, a pesar de vore's interromput per la Guerra de Successió Espanyola (durant la qual el duc de les Torres hi va instal·lar la caserna de les tropes borbòniques), acabà amb la concòrdia de 1711, per la qual el comte, llavors Baltasar Escrivà d'Íxer i Montsoriu, cedia a la vila les regalies i el senyoriu directe a canvi del pagament de 400 lliures anuals i establia que les terres de reg pagarien 10 sous per cada 36 fanecades; les de vinya de pansa, un sou per fanecada; les de vinya de vi, 1/25 de la collita; i les terres de secà, 1/15.
El segle xviii fou una època pròspera per a la vila que, gràcies a l'artesania de la seda, propicià una burgesia agrícola il·lustrada que controlava el govern municipal: així, en 1730 encetà un plet contra el comte per incorporar la vila al Reial Patrimoni. Est esplendor es va reflectir en la construcció de l'església parroquial, encetada el 1746 i que, per la seua grandiositat (tan sols menor que la Catedral de València i la Seu de Xàtiva), és coneguda com «la Catedral de la Ribera». El 1812, aprofitant els decrets de les Corts de Cadis sobre els senyorius, l'Alcúdia va pledejar de nou contra la senyoria, és a dir, contra la Duquessa d'Almodóvar, aleshores titular del comtat de l'Alcúdia.
El senyoriu passà successivament dels Íxer i Escrivà d'Íxer, als Castellví, a la susdita duquessa d'Almodóvar i als Saavedra.

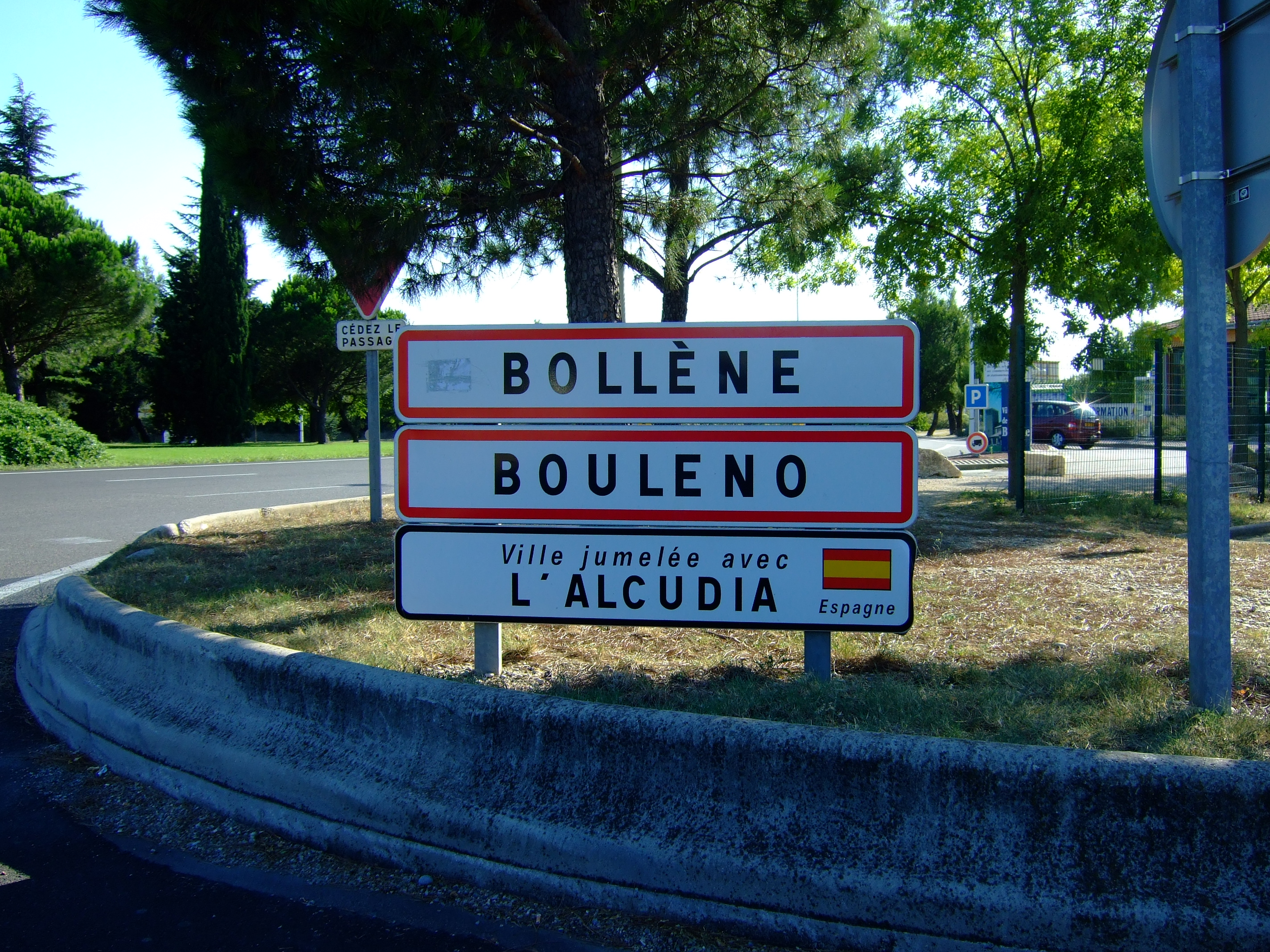
Bolena, agermanada en 1994

En 1980, l'Alcúdia recuperà el seu topònim històric amb sengles decrets del Consell de la Generalitat Valenciana i del Consell de Ministres d'Espanya (3 d'octubre de 1980) i BOP número 1, de 2 de gener de 1981, que definixen el nom de l'Alcúdia en valencià, ja que des de mitjans del segle xviii era coneguda oficialment com a Alcudia de Carlet; actualment, eixa denominació encara té un ús diferenciador.
El 28 de desembre de 1983, tres jóvens moriren atropellats pel trenet de València mentre passaven la via de la Feve.
L'any 2002 l'Alcúdia celebrà el 750 aniversari de la seua carta pobla amb un seguit d'actes i esdeveniments commemoratius que culminaren en l'agermanament amb les altres localitats espanyoles amb les quals compartix topònim: Alcúdia, l'Alcúdia de Cocentaina, l'Alcúdia de Crespins, Alcudia de Guadix, Alcudia de Monteagud, l'Alcúdia de Veo i Valle de Alcudia.

## Demografia
| 1990   | 1992   | 1994   | 1996   | 1998   | 2000   | 2002   | 2004   | 2005   | 2006   | 2007   | 2013   |
| ------ | ------ | ------ | ------ | ------ | ------ | ------ | ------ | ------ | ------ | ------ | ------ |
| 10.313 | 10.584 | 10.648 | 10.511 | 10.455 | 10.584 | 10.692 | 10.654 | 10.838 | 11.005 | 11.105 | 11.563 |

## Economia
Anteriorment, l'Alcúdia era un poble dedicat exclusivament a la producció agrícola, la qual va anar evolucionant al llarg del temps: el segle xix, els principals productes que donaven els camps de l'Alcudia eren la morera i els cereals, especialment el blat, l'arròs i la dacsa; a les zones de secà predominava l'olivera i el garrofer.
Durant el segle xx es va introduir el conreu de la taronja, com a la resta de la comarca i prompte es convertí en una font de riquesa molt important per als llauradors de l'Alcúdia, alguns dels quals van fer molts diners en poc de temps, a causa de l'alt preu del producte i el baix preu de la mà d'obra. Durant la dècada del 1980 va tindre lloc una crisi aguda al sector amb l'aparició de distintes plagues que van fer malbé les varietats més tradicionals i per la dura competència d'altres països com ara Marroc, Israel o Argentina, que van provocar un estancament si no davallada dels preus i, per tant, la recerca de noves varietats més primerenques o més tardanes que pogueren fer front a la competència. Tot i això, la producció de cítrics a la població està en franca disminució; per això en els darrers anys s'ha intentat introduir altres alternatives com el caqui, que això no obstant, queden condicionades, més que mai, a la mancança d'aigua cada volta més acusada.
Als anys 60 i 70 del segle xx el poble va patir una transformació econòmica que va fer que, tot i dependre de l'agricultura com a principal font de recursos, s'instal·laren diferents empreses i indústries, especialment de transformació de productes agrícoles, com Frudesa, d'indústria mecànica com Istobal o de transformació de la fusta. Amb les successives crisis, algunes d'eixes empreses han anat tancant o deslocalitzant-se; mentrestant, n'han sorgit unes altres dedicades a la transformació de productes metàl·lics, com ara Imecal i Viferma.

## Política i Govern

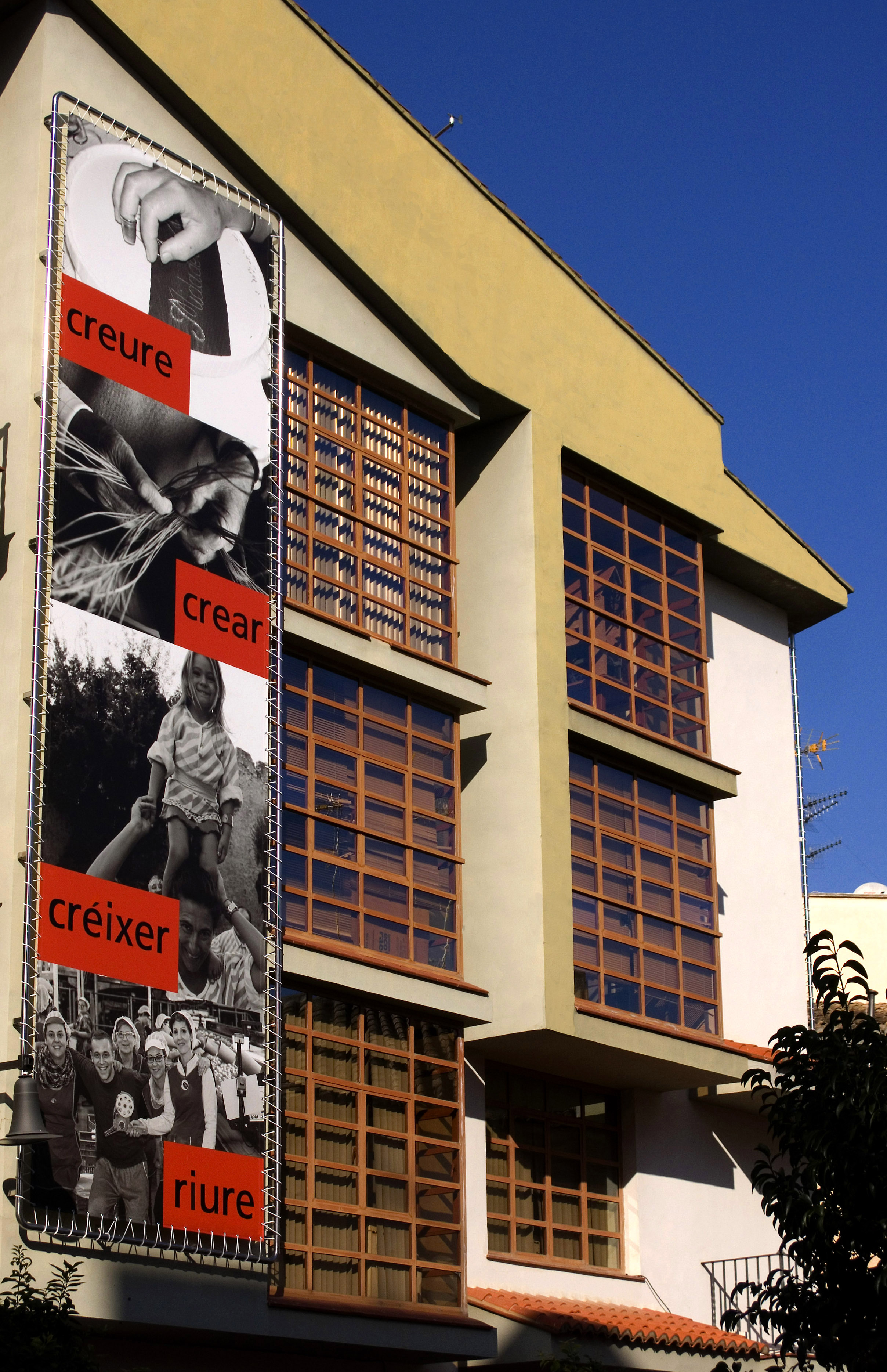
Ajuntament.

A l'Alcúdia, el Partit Socialista ha guanyat totes les convocatòries electorals des de l'any 1979, encara que en les eleccions municipals espanyoles de 2011 perdé la majoria absoluta i va fer un «acord programàtic» amb Compromís per a afavorir la governabilitat.
En la següent legislatura (2015), la pèrdua de majoria es traduí en un pacte entre ambdós formacions pel qual Compromís entrà en el govern i ostentà la primera tinència d'alcaldia i cinc de les quinze regidories.
El socialiste Salom revalidà l'alcaldia l'any 2019 amb una majoria absoluta d'onze regidors.

### Composició de la Corporació Municipal
El Ple de l'Ajuntament està format per 17 regidors. En les eleccions municipals de 28 de maig de 2023 foren elegits 8 regidors del Partit Socialista del País Valencià (PSPV-PSOE), 7 del Partit Popular (PP) i 2 de Compromís per l'Alcúdia (Compromís).
| Eleccions municipals de 28 de maig de 2023 - l'Alcúdia |                                          |                                     |                                     |        |          |          |
| Candidatura | Candidatura                              | Candidatura                         | Cap de llista                       | Vots   | Vots     | Regidors |
| | Partit Socialista del País Valencià-PSOE |                                     | Andreu Salom Porta                  | 3.080  | 46,87%   | 8 (-3)   |
| | Partit Popular                           |                                     | Juan Manuel Arnandis Arnandis       | 2.406  | 36,62%   | 7 (+3)   |
| | Compromís per l'Alcúdia                  |                                     | Toni Montes Barbarroja              | 1.002  | 15,25%   | 2 ()     |
| | Vots en blanc                            |                                     |                                     | 82     | 1,24%    |          |
| Total vots vàlids i regidors | Total vots vàlids i regidors             | Total vots vàlids i regidors        | Total vots vàlids i regidors        | 6.488  | 100 %    | 17       |
| | Vots nuls                                | Vots nuls                           | Vots nuls                           | 149    | 2,21%    |          |
| Participació (vots vàlids més nuls) | Participació (vots vàlids més nuls)      | Participació (vots vàlids més nuls) | Participació (vots vàlids més nuls) | 6.719  | 74,94%** |          |
| Abstenció | Abstenció                                | Abstenció                           | Abstenció                           | 2.246* | 25,05%** |          |
| Total cens electoral | Total cens electoral                     | Total cens electoral                | Total cens electoral                | 8.965* | 100 %**  |          |
| Alcalde: Andreu Salom Porta (PSPV) |                                          |                                     |                                     |        |          |          |
| Fonts: -https://www.vilaweb.cat/eleccions/municipi/l-alcudia-municipals-28-maig-resultats-2023/ -https://www.publico.es/resultados-elecciones/municipales/2023/municipio/3446019/alcudia-https://eleccions.ara.cat/municipals/28m-2023/municipi/pais-valencia-lalcudia (* No són vots sinó electors. ** Percentatge respecte del cens electoral.) |                                          |                                     |                                     |        |          |          |

### Alcaldes
Des de 2015 l'alcalde de l'Alcúdia és Andreu Salom Porta (PSPV-PSOE).
| Període                       | Alcalde o alcaldessa       | Partit polític | Data de possessió | Observacions |
| ----------------------------- | -------------------------- | -------------- | ----------------- | ------------ |
| 1979–1983                     | Celio Crespo Almela        | PSPV-PSOE      | 19/04/1979        | --           |
| 1983–1987                     | Celio Crespo Almela        | PSPV-PSOE      | 28/05/1983        | --           |
| 1987–1991                     | Celio Crespo Almela        | PSPV-PSOE      | 30/06/1987        | --           |
| 1991–1995                     | Francesc Signes i Núñez    | PSPV-PSOE      | 15/06/1991        | --           |
| 1995–1999                     | Francesc Signes i Núñez    | PSPV-PSOE      | 17/06/1995        | --           |
| 1999–2003                     | Francesc Signes i Núñez    | PSPV-PSOE      | 03/07/1999        | --           |
| 2003–2007                     | Francesc Signes i Núñez    | PSPV-PSOE      | 14/06/2003        | --           |
| 2007–2011                     | Roberto Martínez Correcher | PSPV-PSOE      | 16/06/2007        | --           |
| 2011–2015                     | Roberto Martínez Correcher | PSPV-PSOE      | 11/06/2011        | --           |
| 2015–2019                     | Andreu Salom Porta         | PSPV-PSOE      | 13/06/2015        | --           |
| 2019-2023                     | Andreu Salom Porta         | PSPV-PSOE      | 15/06/2019        | --           |
| Des de 2023                   | Andreu Salom Porta         | PSPV-PSOE      | 17/06/2023        | --           |
| Fonts: Generalitat Valenciana |                            |                |                   |              |

## Patrimoni

### Monuments religiosos
- Convent de Santa Bàrbara (1600) de l'orde dels Franciscans Alcantarins, en ruïnes des de la desamortització de Mendizábal i actualment en procés de restauració
- Ermita de Sant Antoni
- Església de la Immaculada de Montortal (segle XVII)
- Església de Sant Andreu Apòstol: d'estil neoclàssic, acabada en 1780, sobresortint un elevat campanar (60 m.) i la cúpula de rajoles; té diversos frescs pintats per Vergara. El 6 d'octubre de 2006 va ser declarada Bé d'Interés Cultural amb categoria de monument per la Generalitat Valenciana
- L'Hort de Manus, antic convent reconvertit en quinta i, actualment, en un lloc d'ús cultural

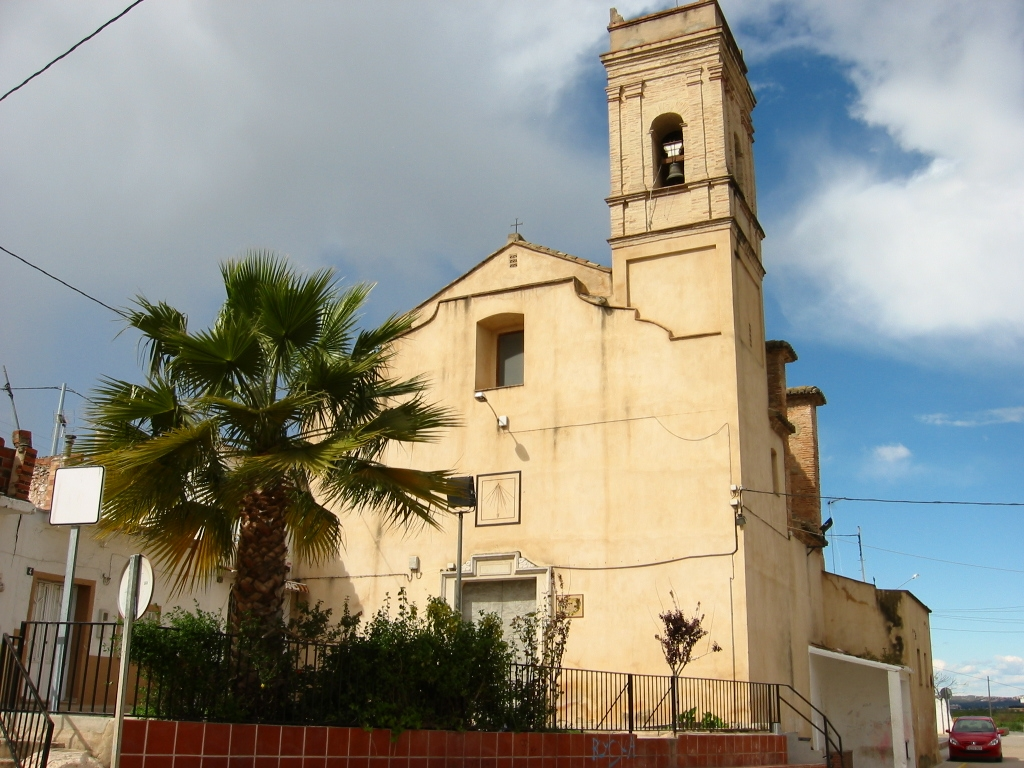
Església de la Puríssima (Montortal)
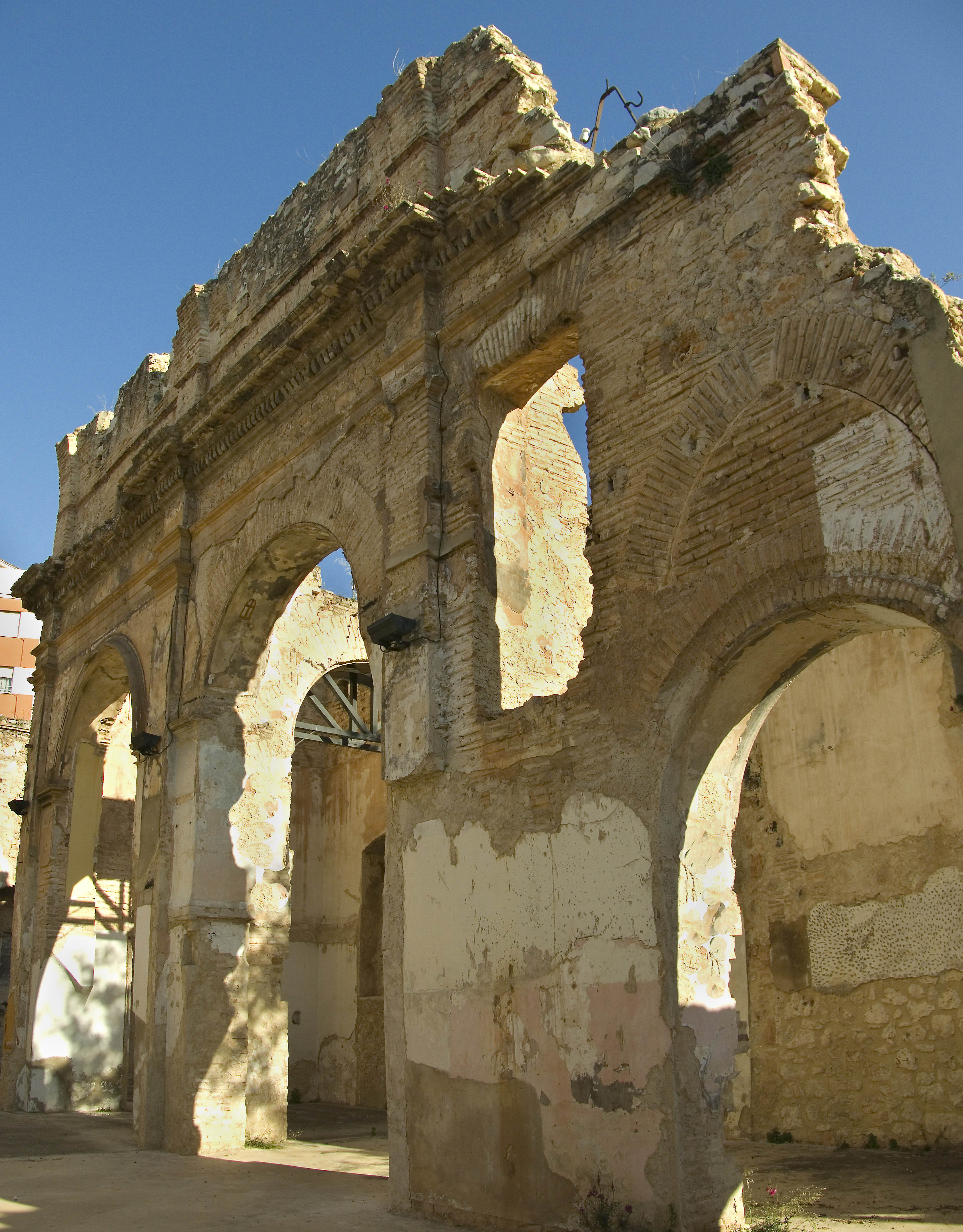
Restes del Convent de Santa Bàrbera
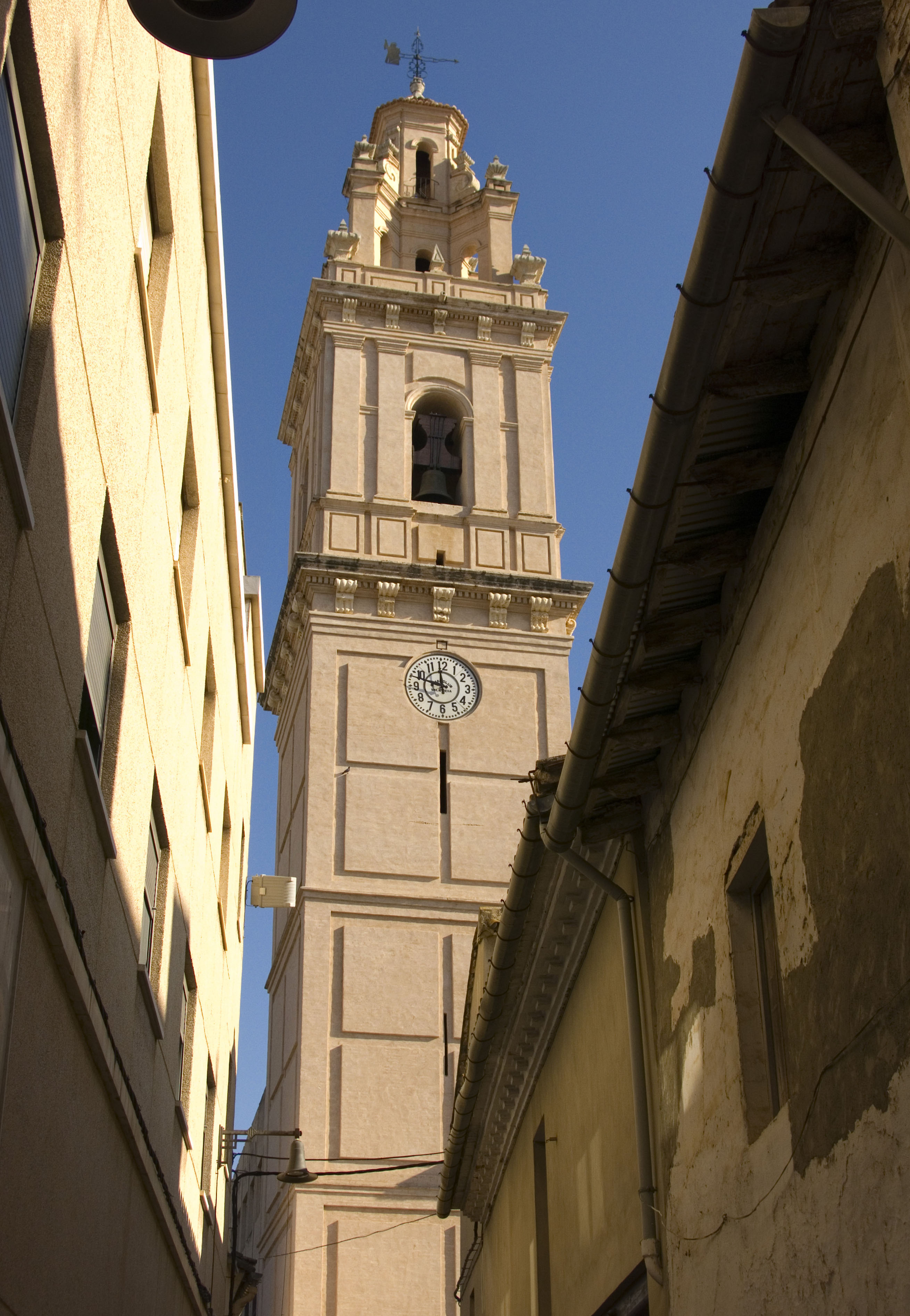
Campanar

### Monuments civils
- Olivera bimil·lenària, situada a l'extrem nord de l'avinguda Antoni Almela, davant de l'estació de servei Comte del Serrallo. Aquesta olivera de més de 2000 anys estava situada antigament junt a la Via Augusta.
- Els Arcs de la Mota, aqüeducte construït l'any 1842, pren el nom de la sénia ubicada dins la séquia reial d'on rebia l'aigua per al reg de gran pàrt de les terres del terme; té dos-cents seixanta metres de llarg i venç un desnivell de tres metres d'alçària
- La Casa de la Cultura, inaugurada l'any 1987, compta amb una sala d'exposicions i un teatre amb més de sis-centes localitats (entre altres dependències)
- La Casa de la Música Arxivat 2008-05-11 a Wayback Machine. ubicada en l'antic escorxador, és un conservatori de grau mitjà i llar social de la Filharmònica Alcudiana
- La Casa de la Solera, antiga llar senyorial del segle xviii restaurada, seu del Museu d'Instruments Musicals Manuel Celdrán
- La Nòria, una sénia monumental del segle xix, instal·lada al parc de l'Homenatge al llaurador.
- Antiga nau de la cooperativa agrícola, construïda l'any 1933 pel conegut arquitecte Cayetano Borso di Carminati, amb un clar estil Art déco valencià. Avui dia sols es manté la façana.

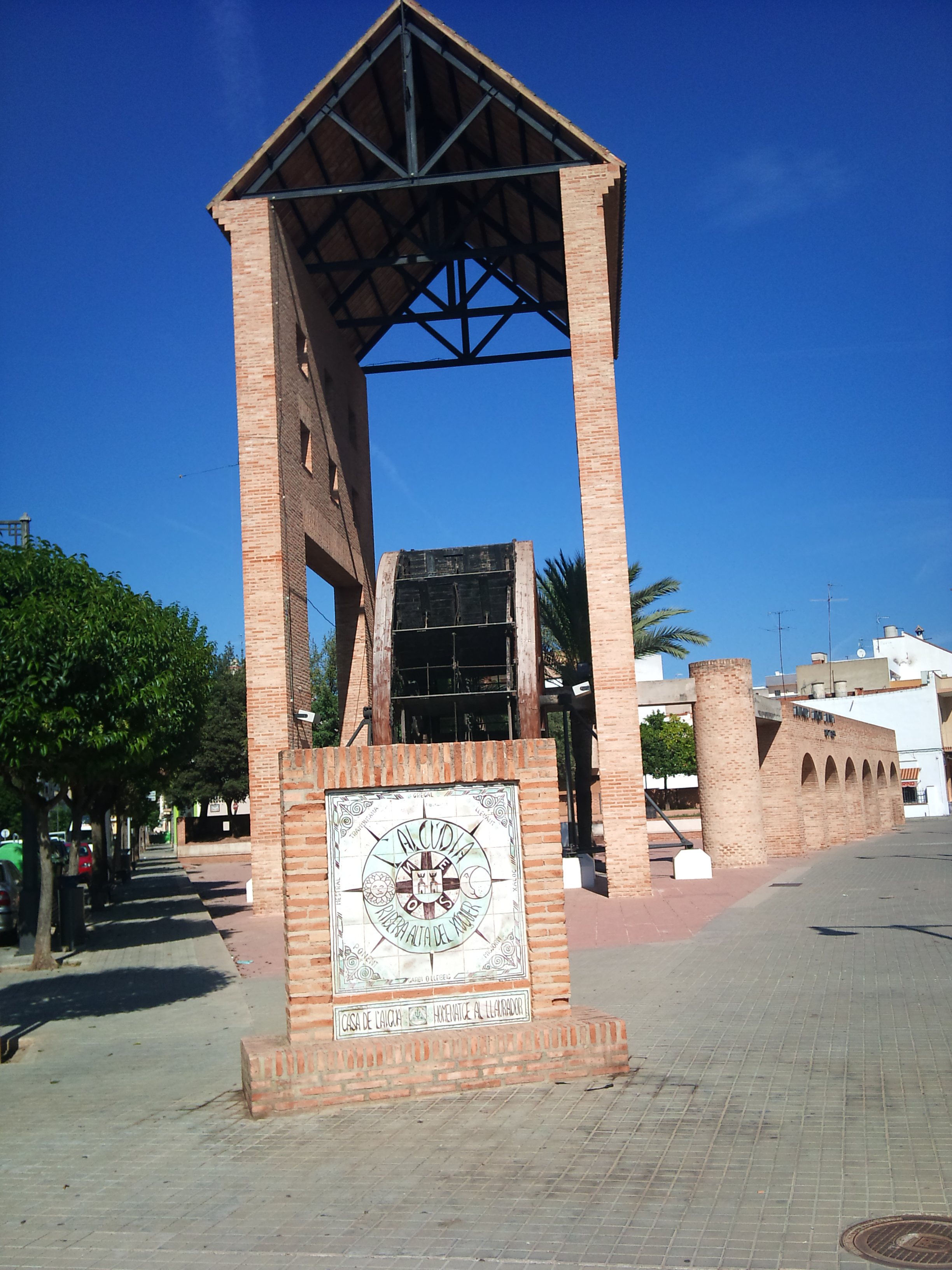
Homenatge al llaurador
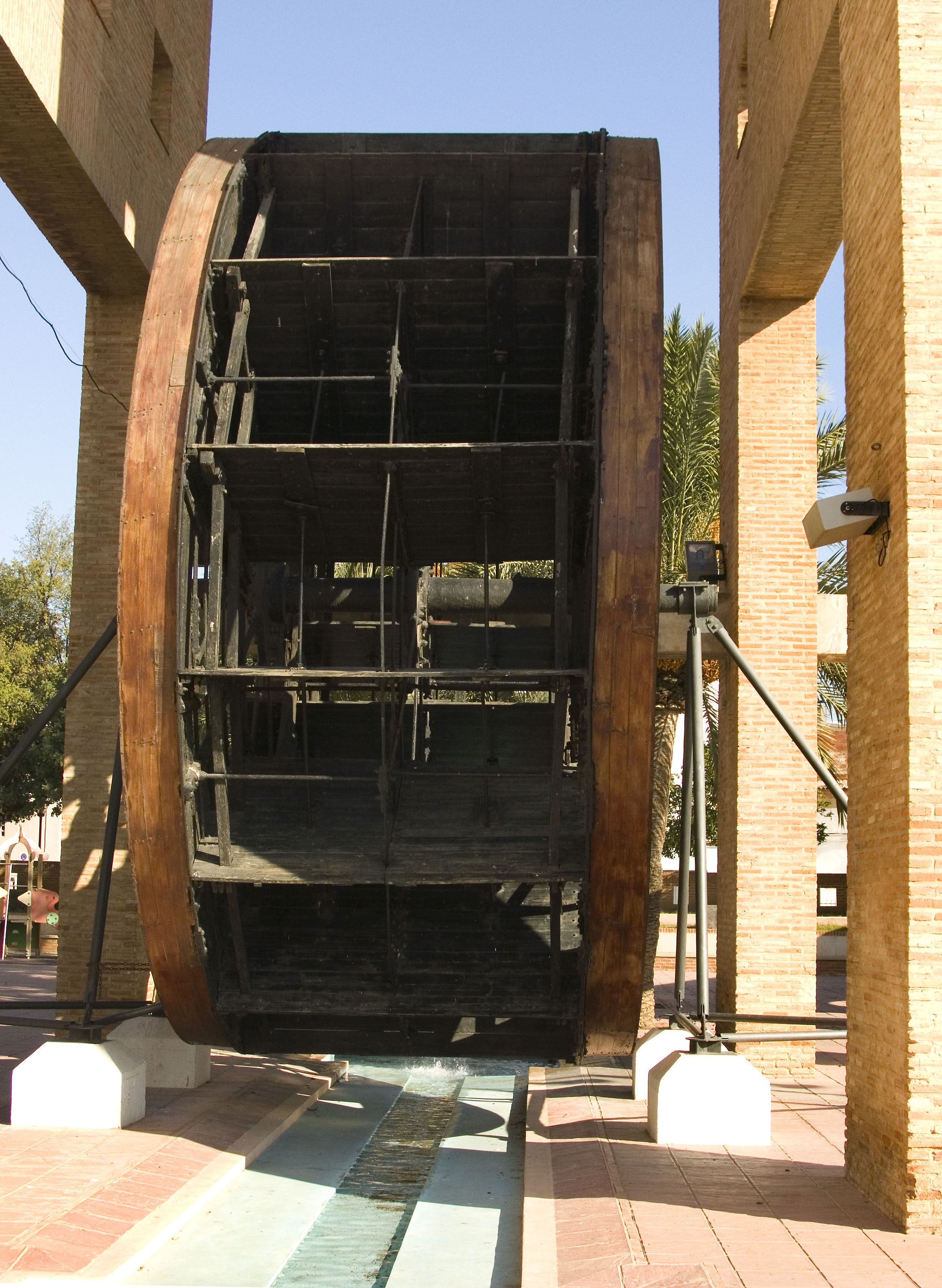
Sénia de la Séquia Reial del Xúquer
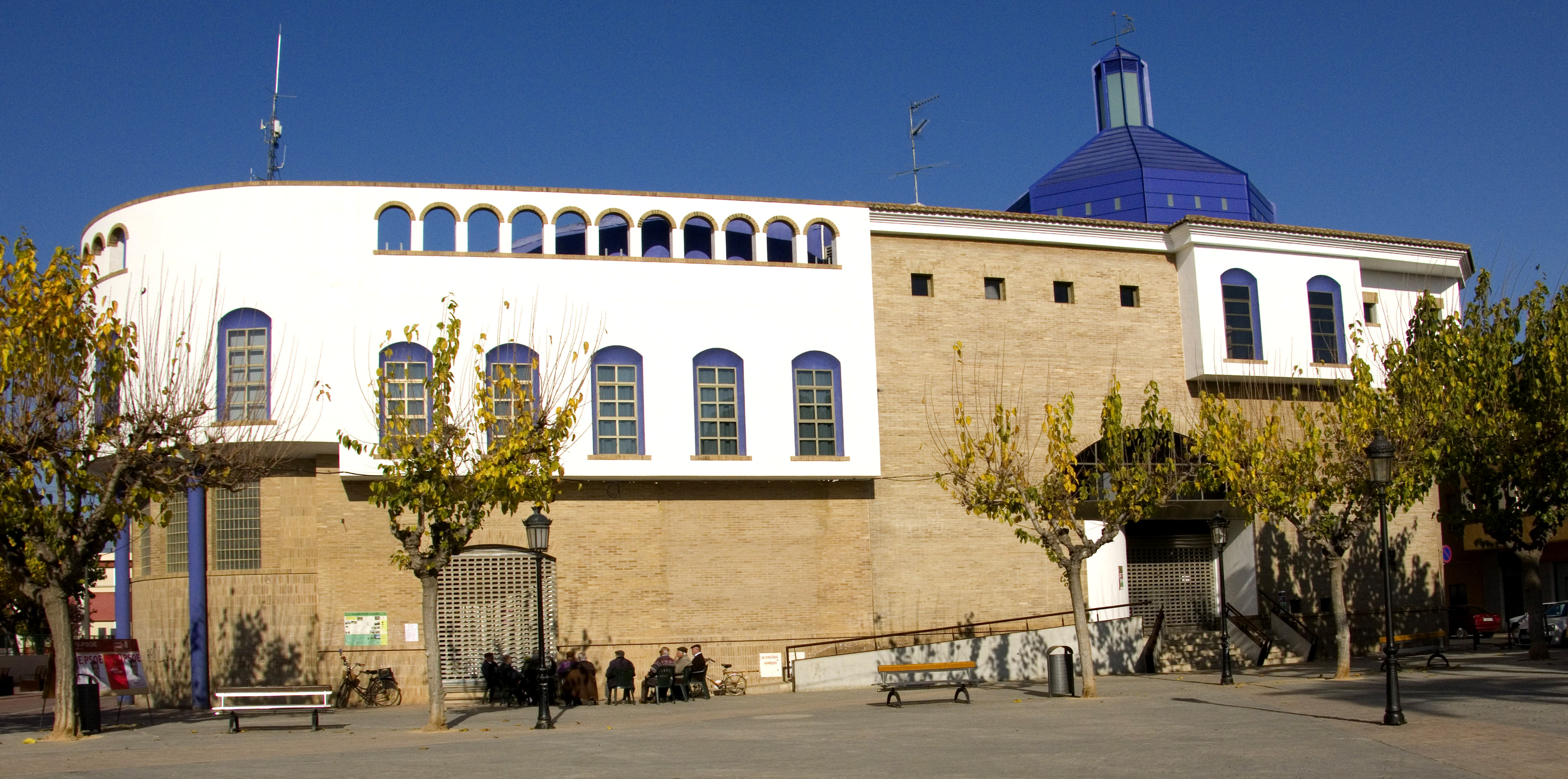
Casa de la Cultura
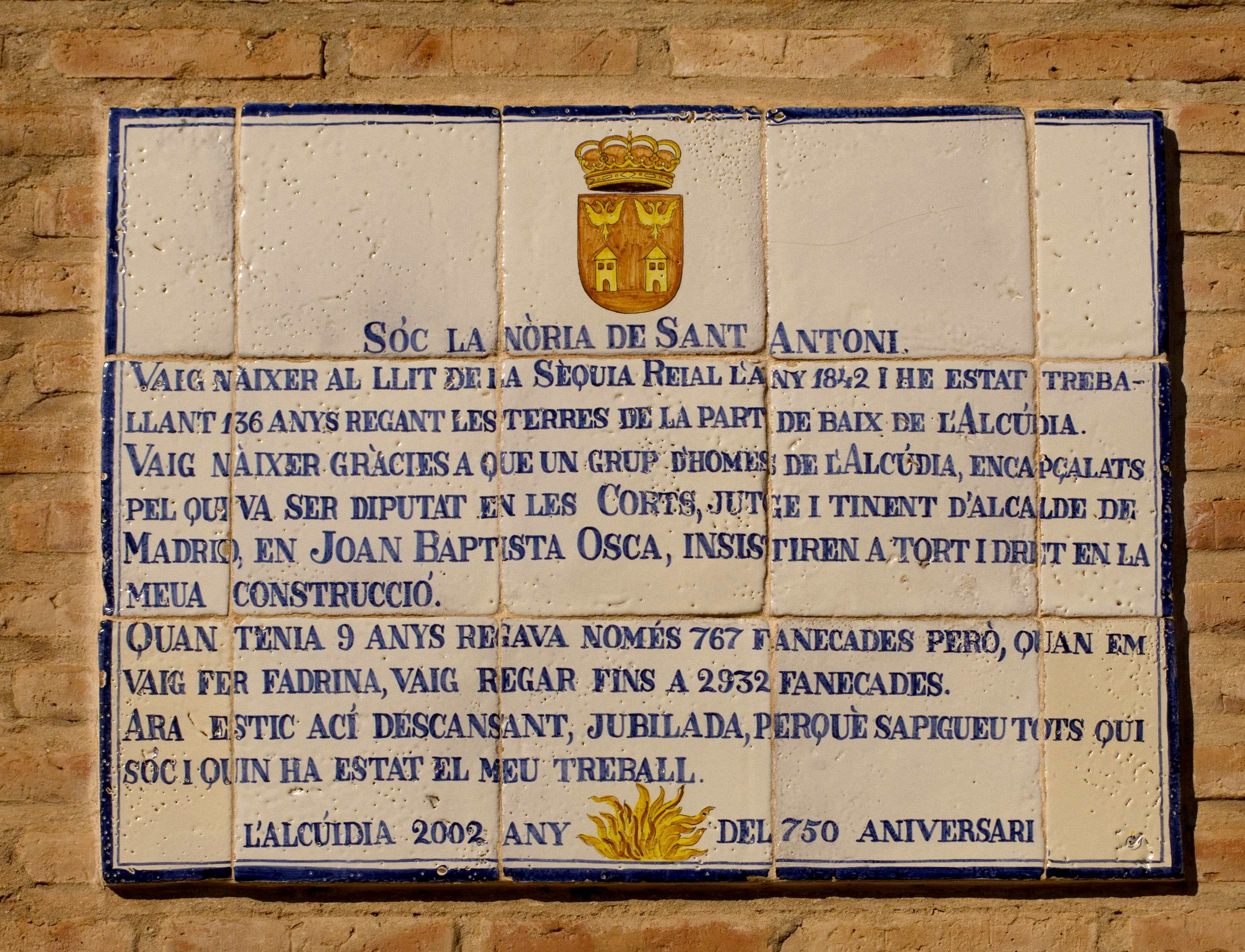
Escrit a la Nòria de Sant Antoni
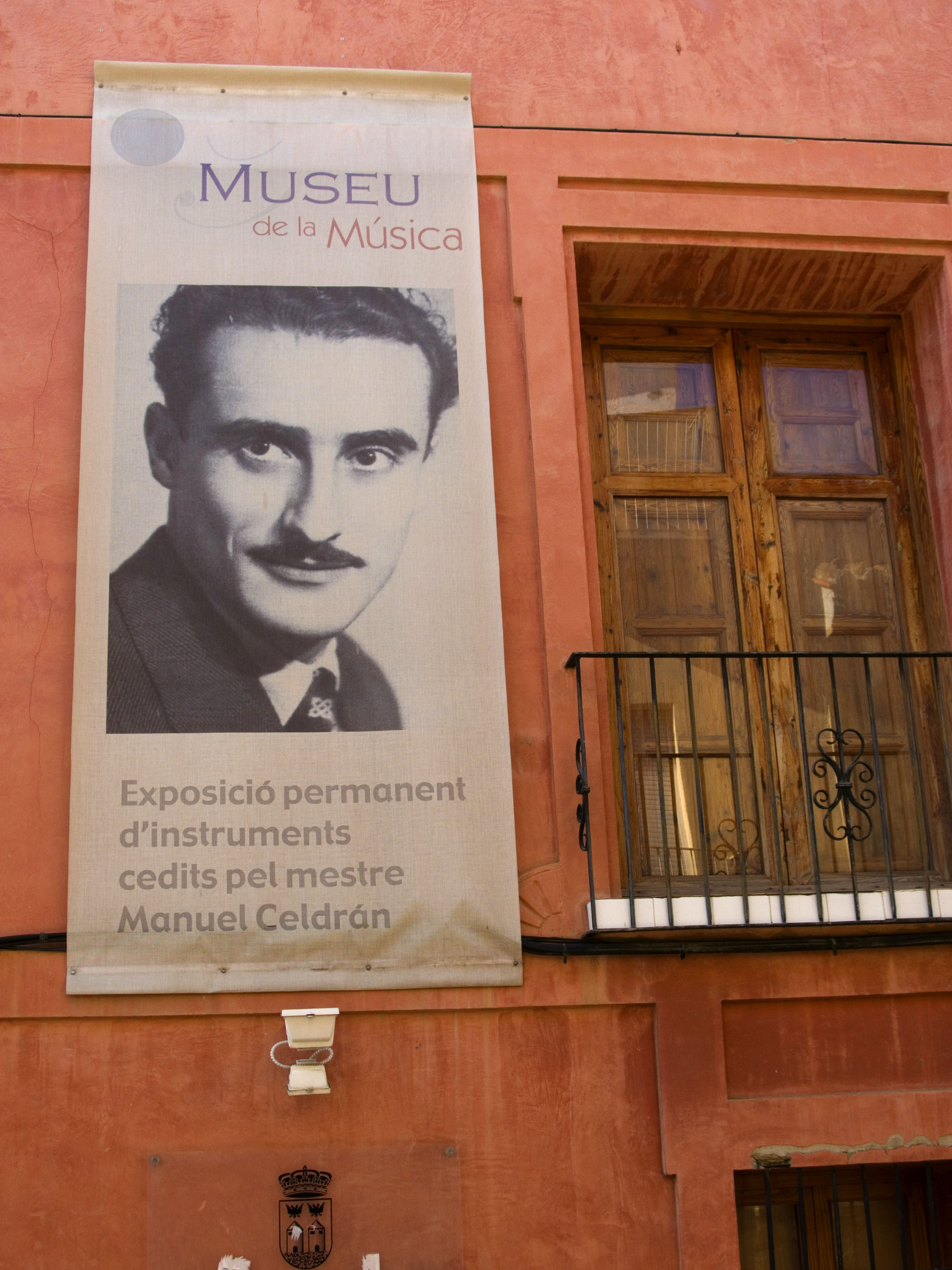
Museu de la Música
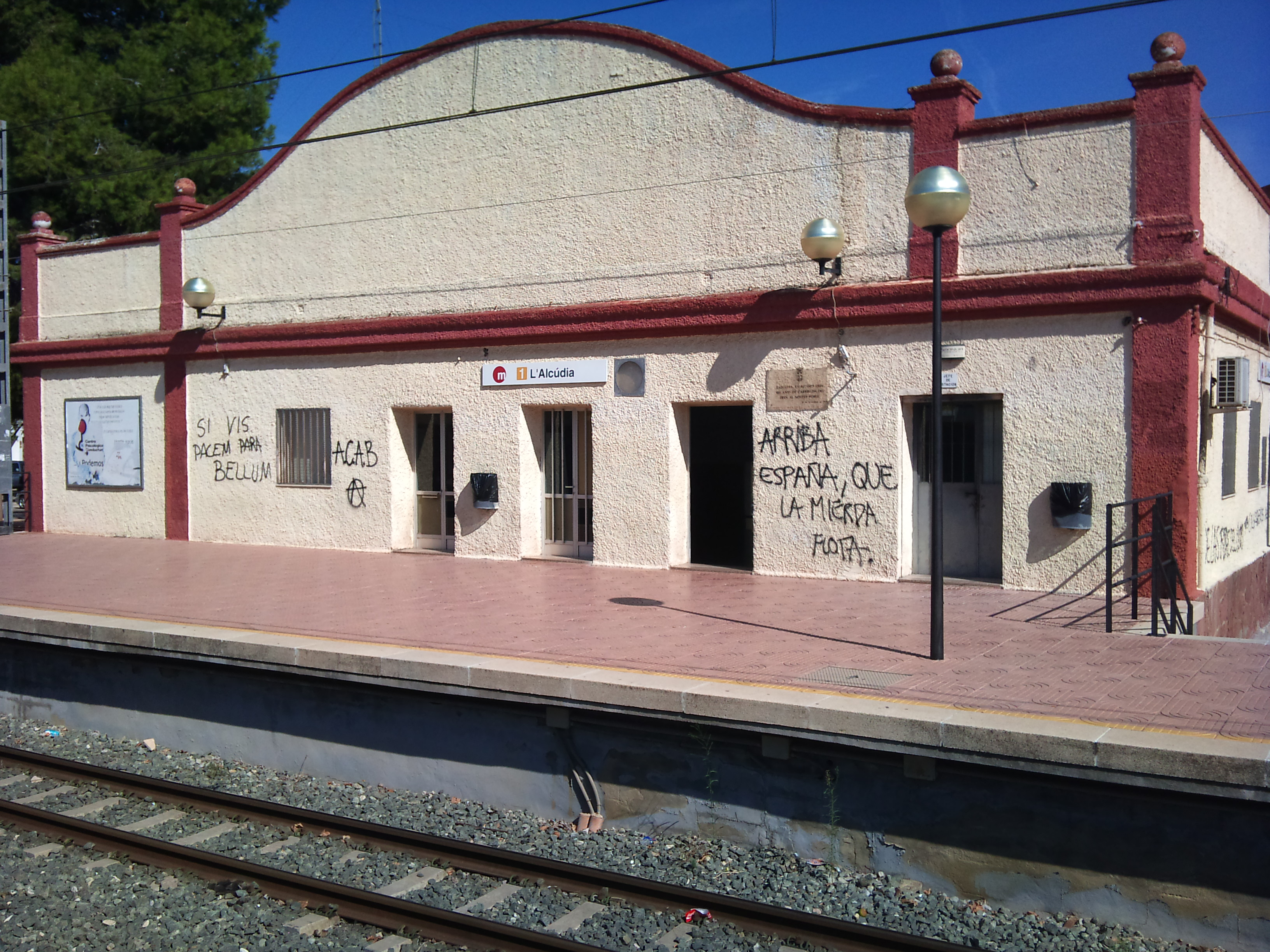
Estació de la línia 1 del metro de València
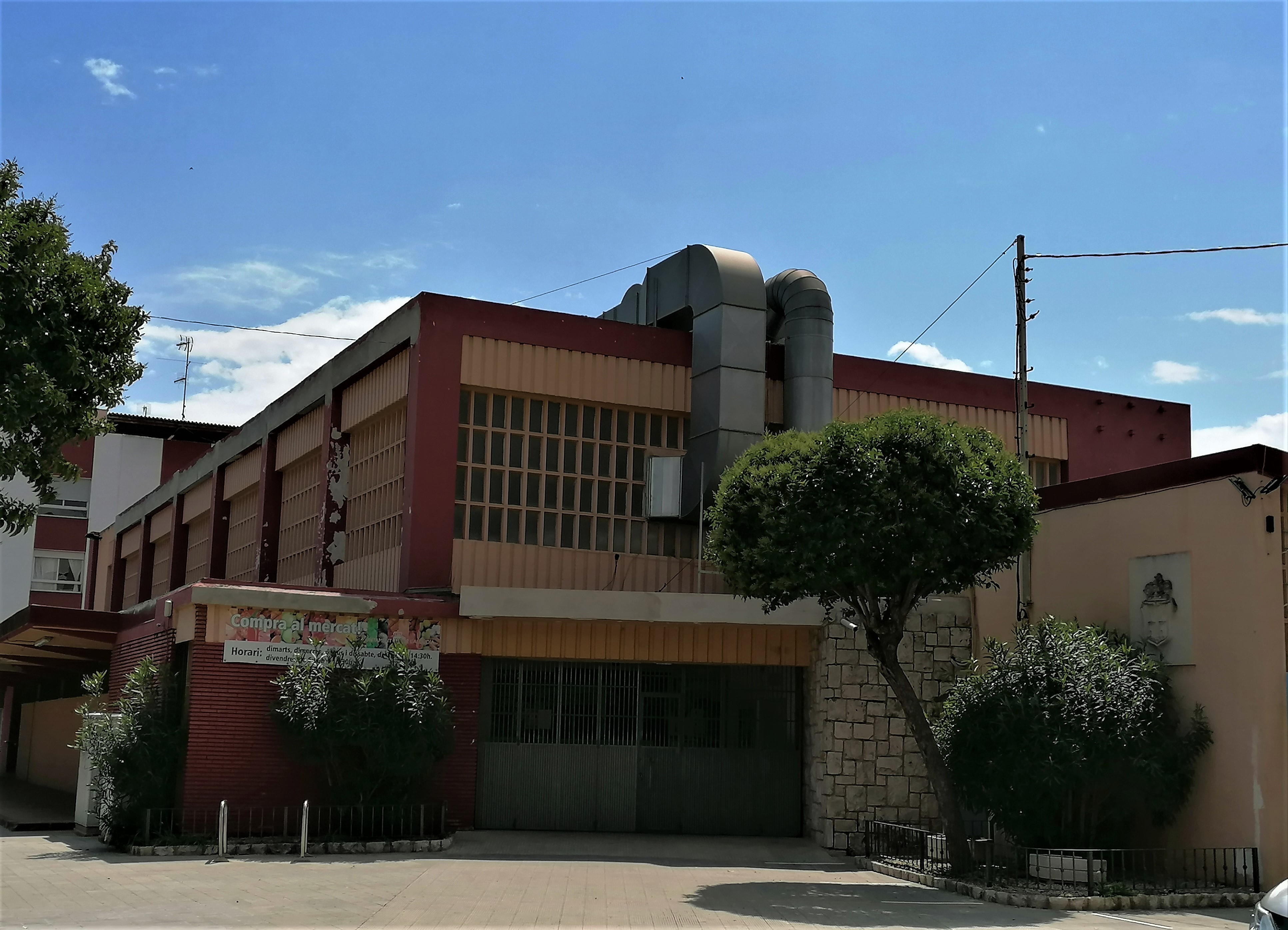
Mercat Municipal de l'Alcúdia, 1967 per l'arquitecte Rafael Contel Comenge.
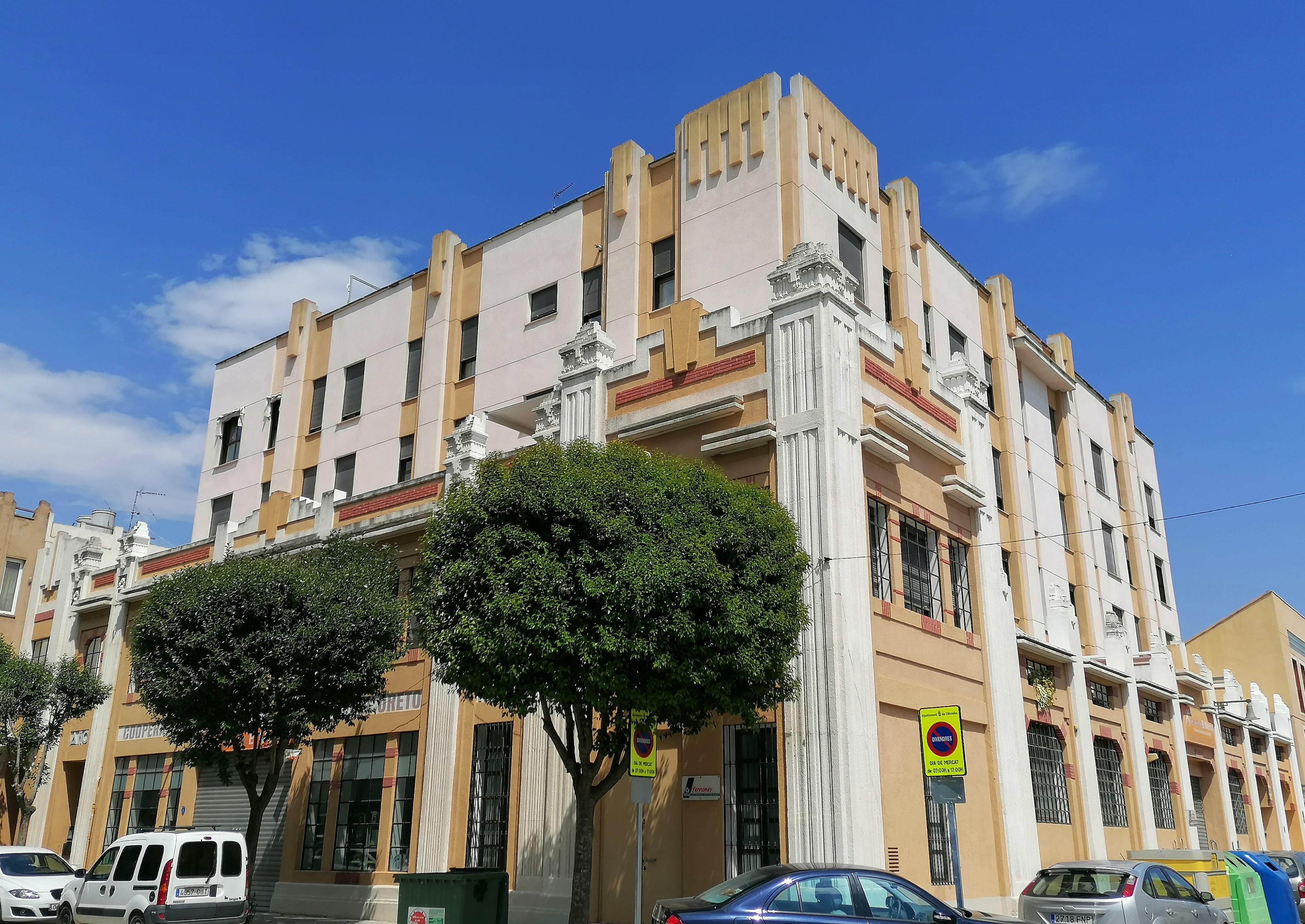
Façana de l'antiga nau de la Cooperativa Nostra Senyora del Oreto.

## Calendari de celebracions

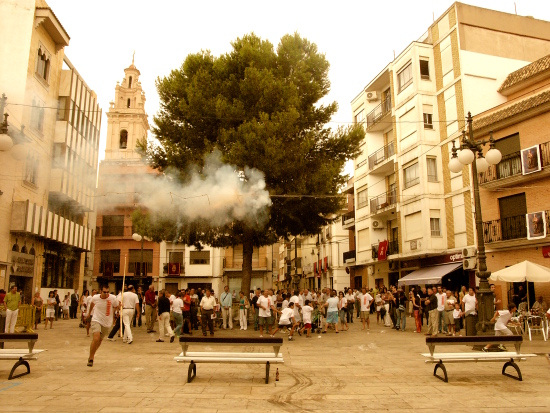
L'arrancada de la traca quilomètrica

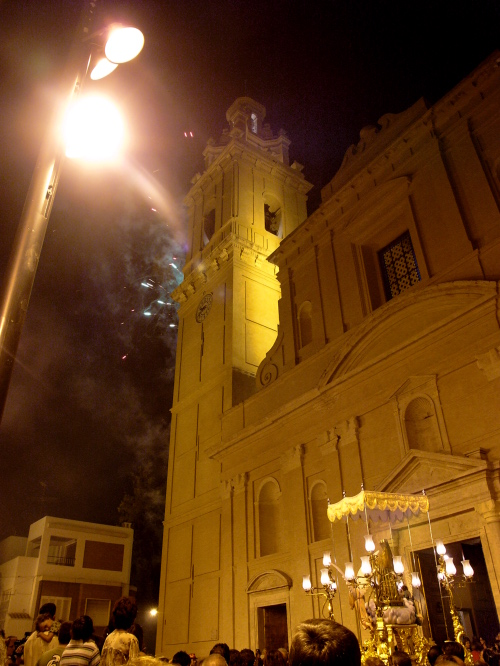
La processó de la Mare de Déu de l'Oreto

En contrast amb la resta de pobles valencians, l'Alcúdia no celebra Falles ni té festes de Moros i Cristians; en canvi, la festa popular més multitudinària és la Setmana Santa.
Gener
- Dia de Reis: Cercavila dels Reis d'Orient la vespra del dia 6
- Sant Antoni: danses, benedicció d'animals, fogueres i correfoc el cap de setmana més pròxim al 17 (aniversari de la carta pobla)

Abril
- 25 d'abril: commemoració cívica de la desfeta d'Almansa organitzada pel Bloc de Progrés

Juny
- Sant Joan: dansà, foguera i correfocs, el dissabte més pròxim a la nit del 23 de juny

Juliol
- CauC: festival biennal de contacontes que se celebrava els anys senars
- FesMón: festival biennal de músiques del món que se celebrava els anys parells

Agost
- Sant Roc: festes del carrer
- Torneig Internacional de Futbol Sub-20, campionat anual que té lloc des de 1984.[8]
- Santa Rosa: festes del barri homònim

Setembre
- 1 al 8, Festes Majors en honor de la Mare de Déu de l'Oreto i els sants Abdó i Senén, en les quals destaquen la processó de l'Entrà, la nit de les disfresses i la traca quilomètrica del dia 8 acabada en una gran mascletà al migdia i la processó religiosa el dia 8 per la vesprada.

En la processó de l'entrada apareixen els següents balls o danses de guerra:
- La muixeranga Els Negrets: els negrets que conserven una de les figures muixerangueres més antigues, la campana amb més de 300 anys d'història.Quan entra la Máre de Déu de Loreto a l'església se li fa una xicoteta representació.
- El Bolero i el Grup de Danses
- Els tornejants:que originàriament obrien l'entrada de la Mare de Déu.
- Les pastoretes: ball que acostumen a practicar els xiquets i xiquetes del poble.
- La carxofa:característic ball amb una carxofa central al mig que s'obri gradualment mentre dansen.
- Els arquets:grup de balladores dones amb un arc a les mans, i el típic ball circular.
- Els bastonets: ball que es pot realitzar amb bastó i planxa.
- Els cabuts:ball de xicotetes figures a escala natural amb el cap més prominent que el cos.

Octubre
- Correllengua: cercavila pel lliurament dels Premis Jaume I el divendres immediatament anterior al 9 d'octubre
- Nou d'Octubre: Diada de la Comunitat Valenciana, festa popular de les paelles
- Fira Gastronòmica Arxivat 2008-05-09 a Wayback Machine. fira de productes cassolans tradicionals i atraccions infantils pel cap de setmana més pròxim al 9 d'octubre
- La Pilarica: dansà del «ball de carrer» en la festa del Carrer Nou

Novembre
- Mes de les lletres, organitzat pel Bloc de Progrés en col·laboració amb els centres educatius i amb el suport de l'Ajuntament
- Sant Andreu, festivitat local en honor del titular de la parròquia

Un altre esdeveniment cultural ressenyable és el Festival Agroèrotic, que se celebra aperiòdicament des de 1996, sense data estipulada; així mateix, el poble també ha acollit festivals itinerants nacionals com el Tourbolet Show o internacionals com l'Aztlan Music Festival.
Aquest any 2024, les festes patronals es van celebrar de l'1 al 8 de setembre, amb actes en honor a la Mare de Déu de l'Oreto, la Divina Aurora i els Sants Abdó y Senén, amb una gran participació ciutadana y activitats tradicionals.

## Gastronomia
La gastronomia es basa en l'arròs en qualsevol de les seues preparacions, principalment en paella (que en esta comarca es fa amb conill, pollastre, fessols de garrofó, bajoqueta i tomaca) o al forn; també té nomenada l'all i pebre i els dolços, dels quals cal destacar la carabassa santa, que es prepara en Setmana Santa, i els pastissets de moniato, típics pel nadal.
Cal destacar la tradició de sopar «rosca amb all» (pa torrat amb all i oli) els diumenges, fet que ha donat origen al malnom de «roscans».
| A    | Nom i cognoms                | Ocupació     | Ω    |
| ---- | ---------------------------- | ------------ | ---- |
|      | Joan Batiste Albert          | coronel      | 1897 |
| 1910 | Josep Lluís Bausset i Ciscar | activiste    | 2012 |
| 1961 | Toni Benavent                | productor    |      |
| 1942 | Manuel Boix                  | artiste      |      |
| 1965 | Òscar Briz                   | cantautor    |      |
| 1959 | Rafa Martínez                | Pintor       |      |
| 1870 | Vicente Calvo Acacio         | escriptor    | 1953 |
| 197? | Toni de l'Hostal             | cantant      |      |
| 1932 | Antonio Galbis Domènech      | cuiner       | 2017 |
| 1963 | Salvador González "Voro"     | futboliste   |      |
|      | Oreto Isona Lorente          | sindicalista | 1992 |
| 1946 | Vicent Madramany             | activiste    | 2018 |
| 1943 | José Martínez Esterlich      | cicliste     |      |
| 1978 | Andreu Martínez Ferrandis    | deportiste   | 2015 |
| 1946 | Josep-Lluís Millo Vallés     | escriptor    |      |
| 1967 | Dani Miquel i Antich         | músic        |      |
| 1954 | Boro Miralles                | escriptor    |      |
| 1919 | Ricardo Miralles Tarín       | fotògraf     | 2001 |
| 1925 | Llorenç Millo                | escriptor    | 1998 |
| 1957 | Vicent Ortega                | escriptor    |      |
| 1973 | Andreu Palop i Cervera       | futboliste   |      |
| 1991 | Jonatan Penalba              | cantaor      |      |
| 1990 | Los Perros                   | grup de rock | 2003 |
| 1959 | Adrià Pina Alegre            | pintor       |      |
| 1900 | Concepció Puig i Sanchis     | activista    | 1997 |
| 1915 | Luis Puig Esteve             | cicliste     | 1990 |
| 1869 | José Ribera Montes           | mestre       | 1953 |
| 1950 | Francesc Santacatalina       | sindicaliste | 2010 |
|      | Paco Sanz Sanz               | activiste    |      |
| 1954 | Francesc Signes i Núñez      | polític      |      |
| 1963 | Arturo Torró Chisvert        | empresari    |      |
| 1967 | Santi Vallés Casanoves       | filòleg      |      |
| 1700 | Francesc Vergara Bartual     | escultor     |      |

## Cèlebres alcudians
Categoria principal: alcudians

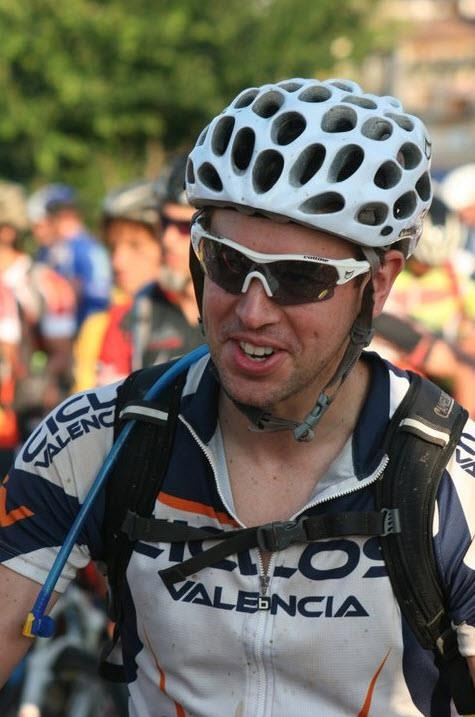
Andreu Martínez Ferrandis
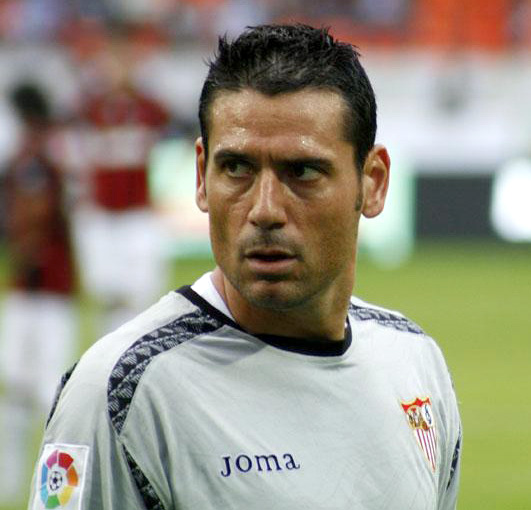
Andreu Palop
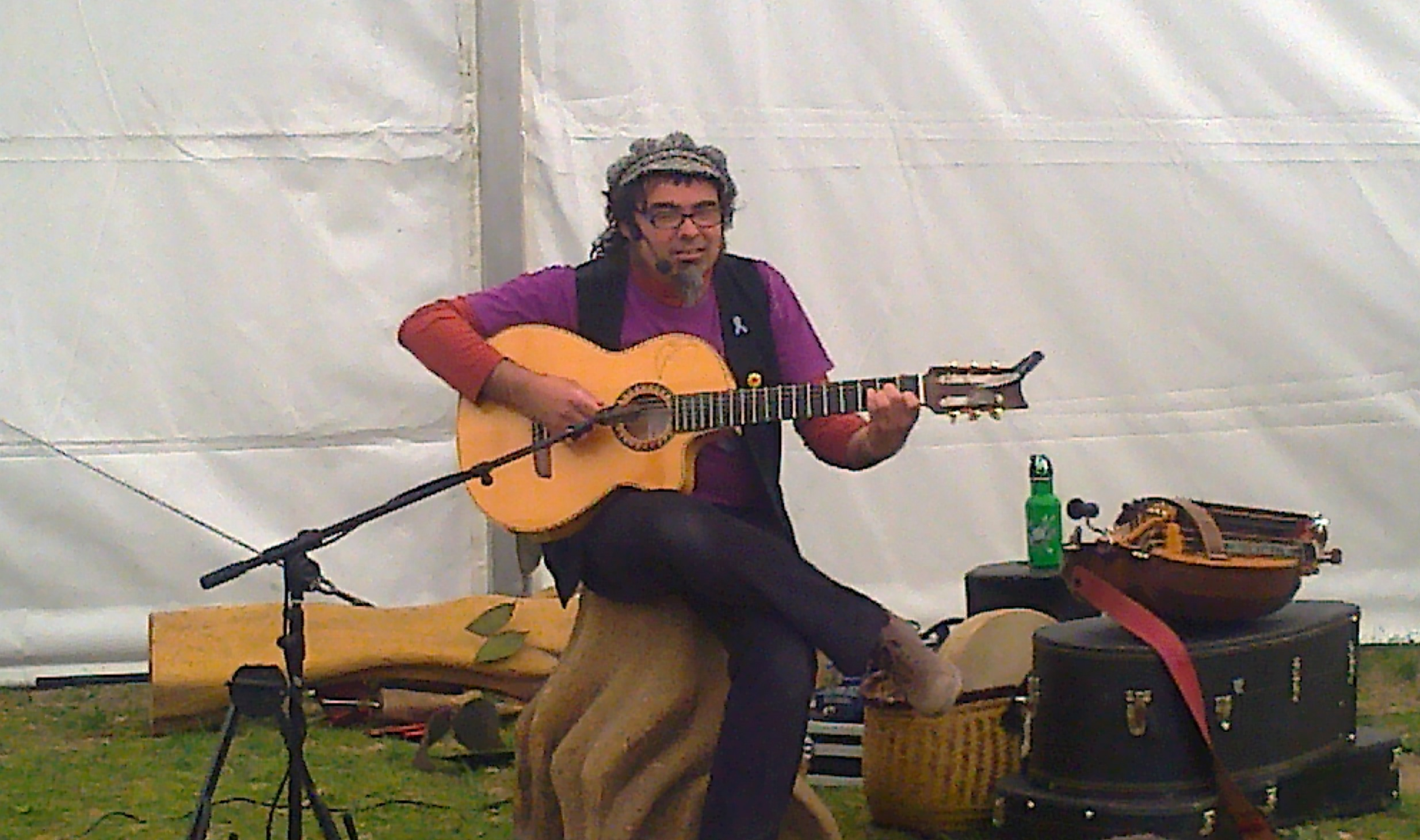
Dani Miquel
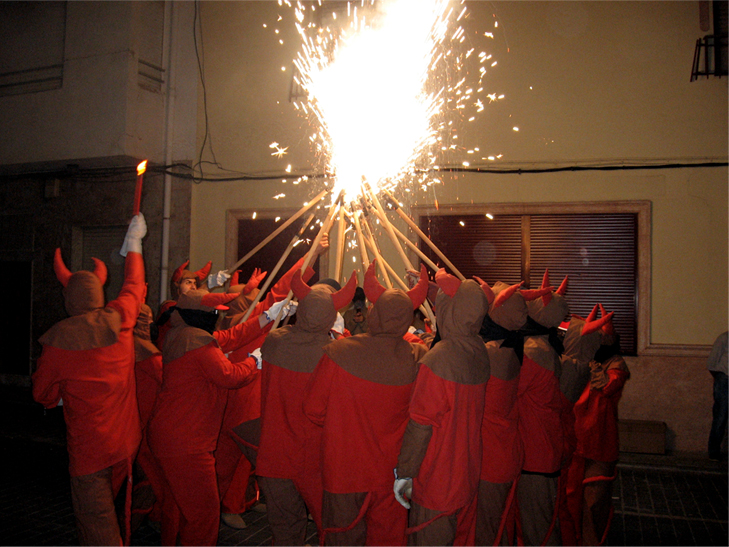
Els Dimonis Enroscats
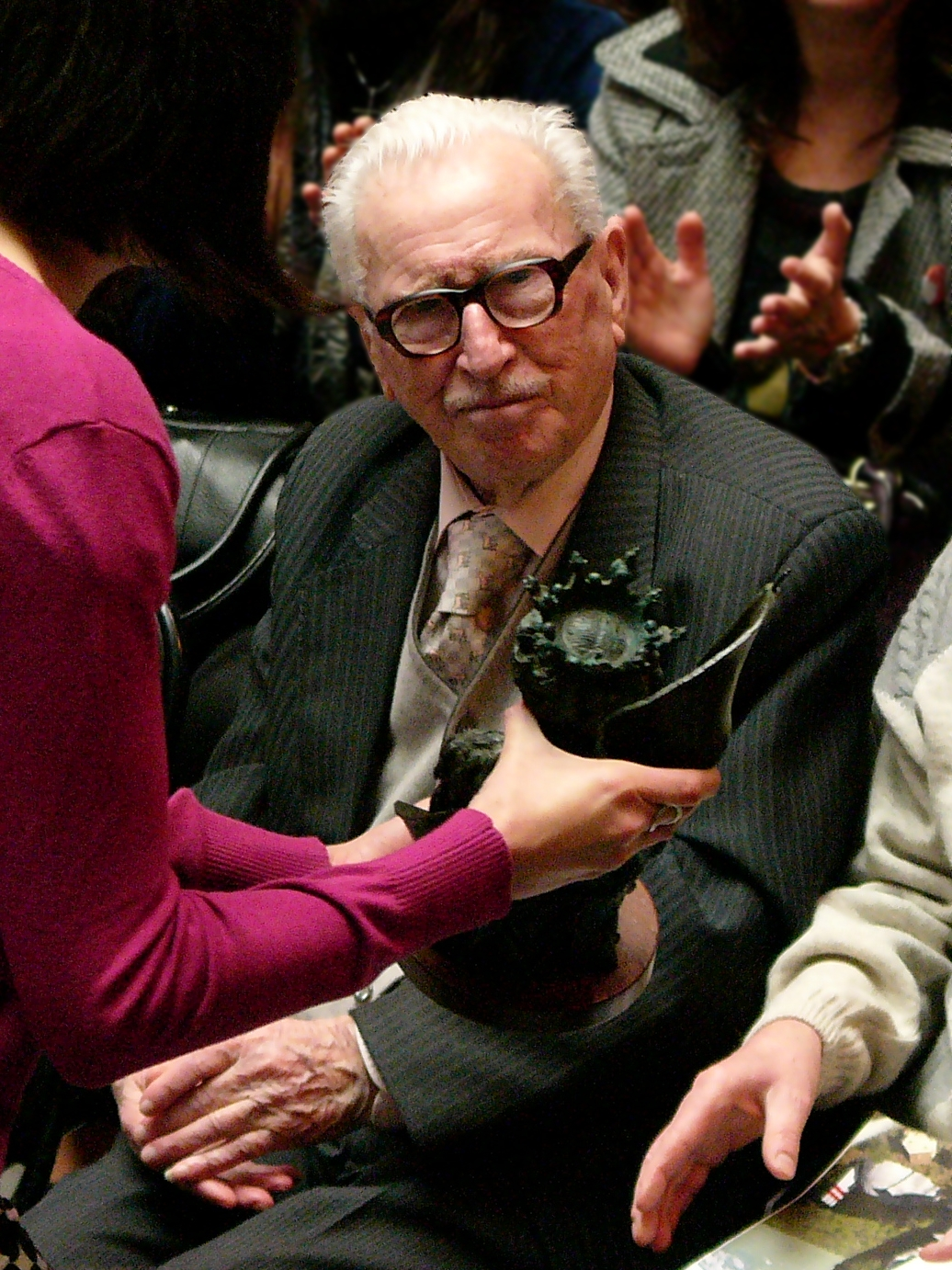
Bausset
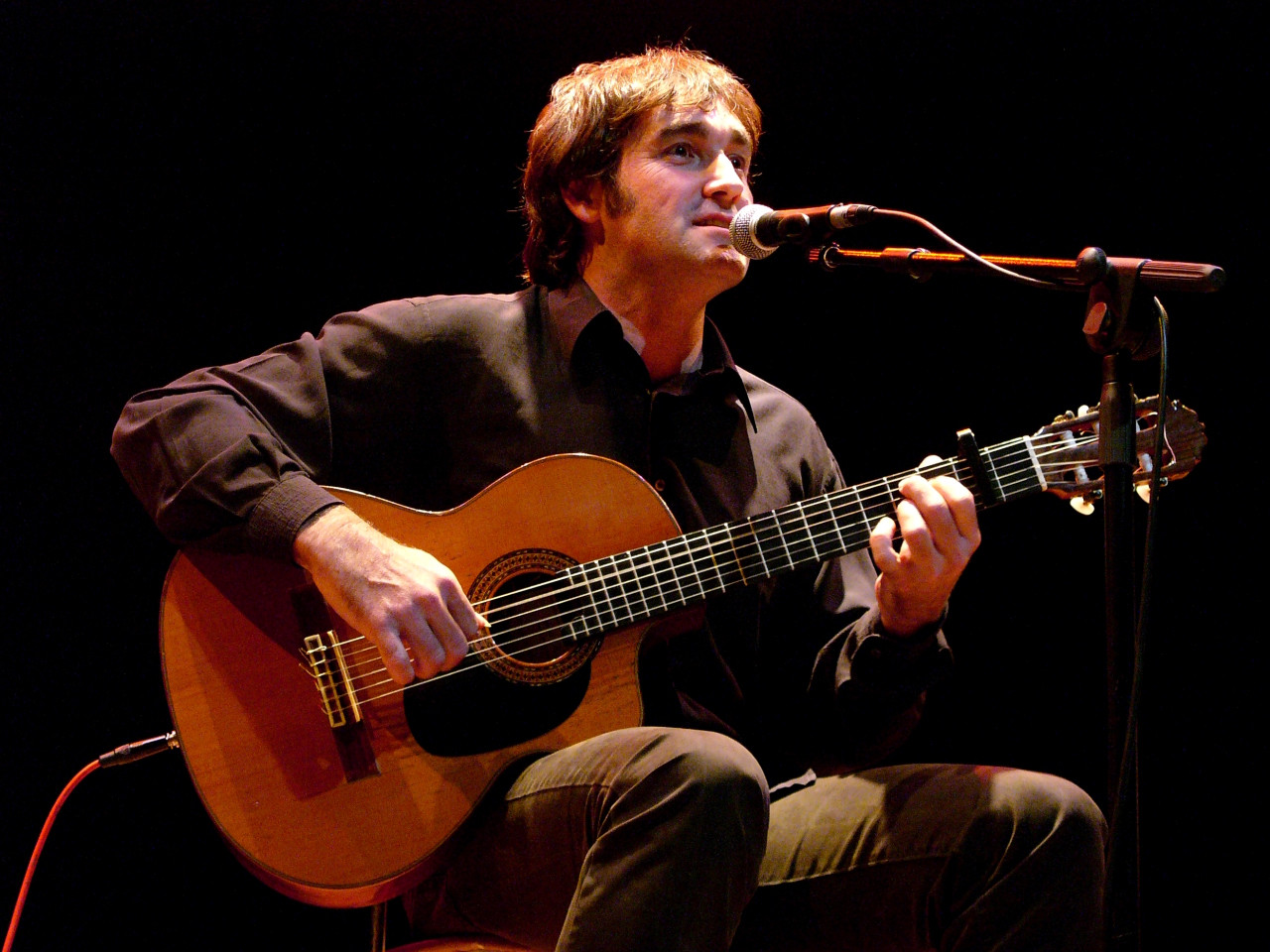
Òscar Briz
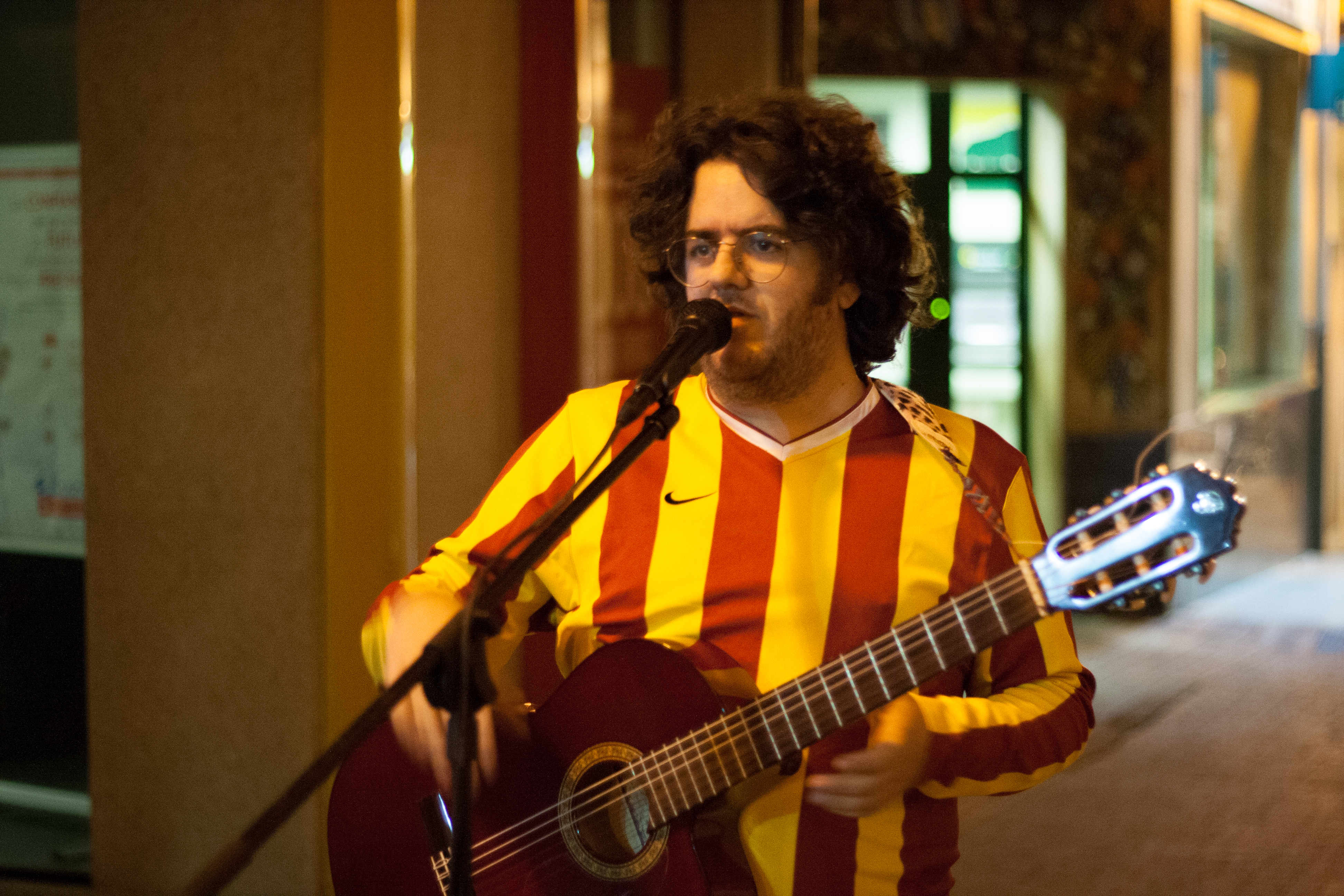
Toni de l'Hostal
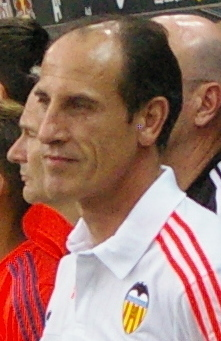
Voro
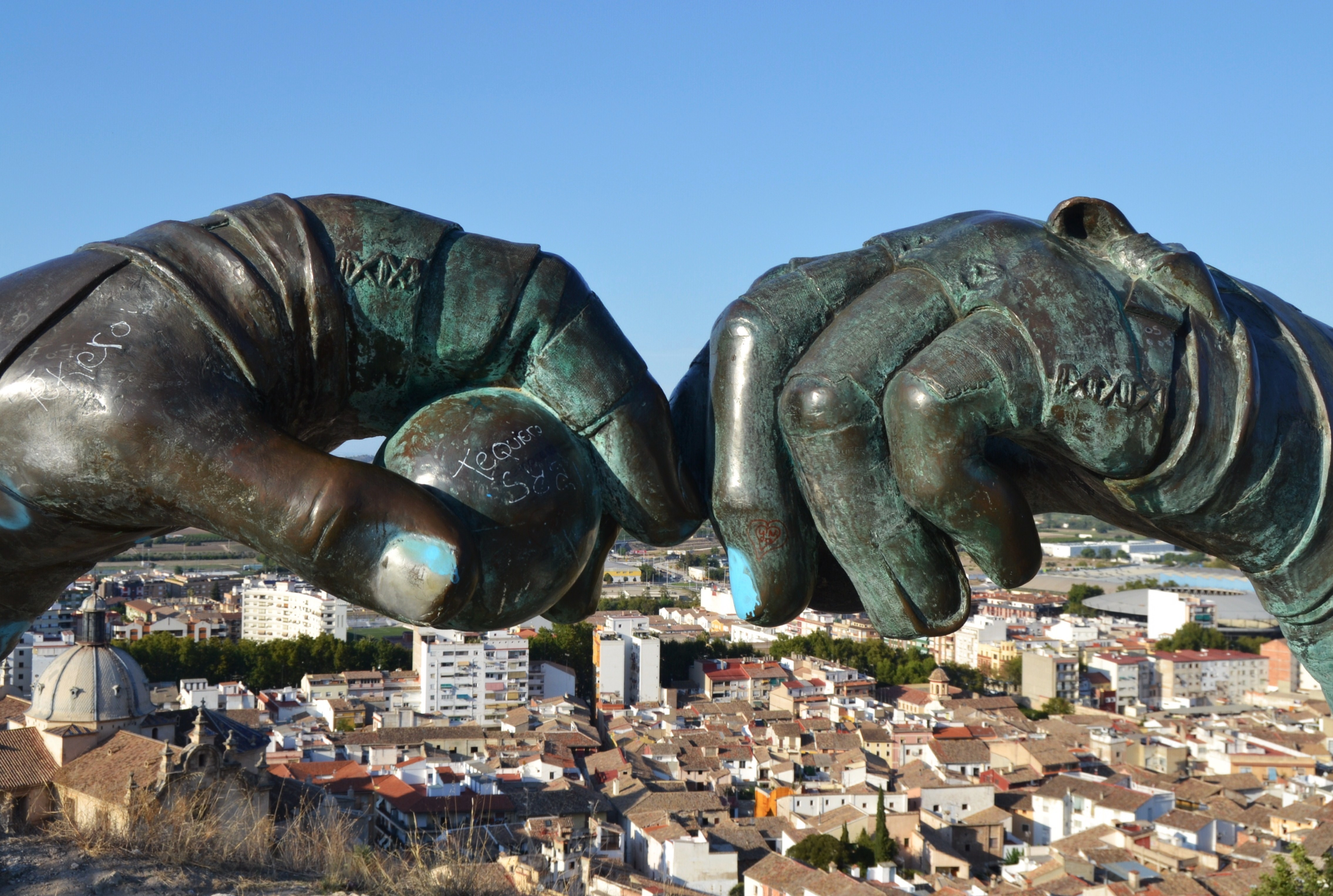
Manuel Boix
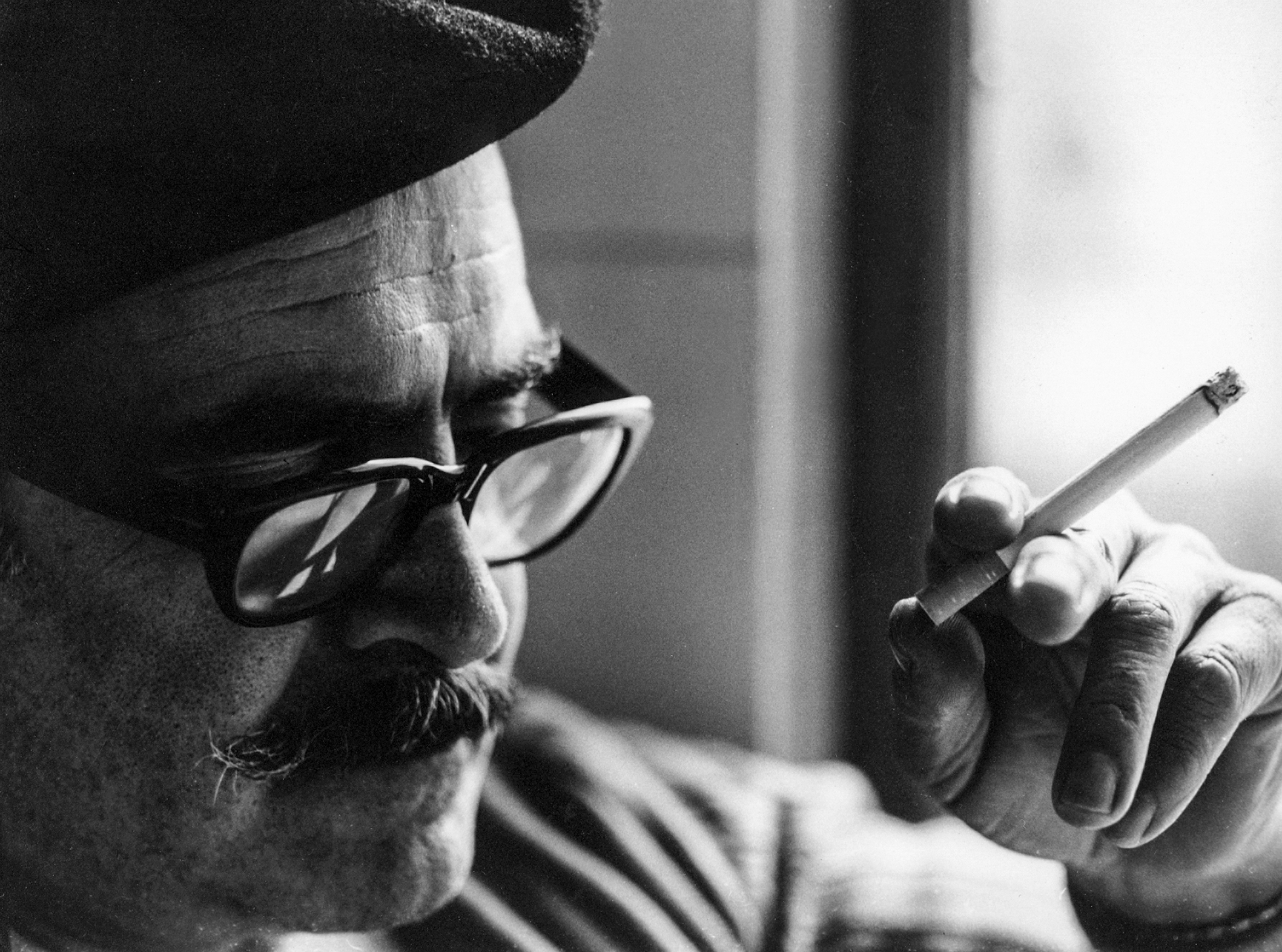
Ricardo Miralles Tarín

## Transport
L'Alcudia compra amb una parada d'autobús inclosa en el servei de transport públic del Corredor Sud, gestionat per la Generalitat Valenciana. Aquest servei Connect diversos municipios de la Ribera Alta.
A més, existen línies que connecten amb altres localitats com Alginet, Carlet, Massalavés o Castelló de la Rivera.